# Tuliokita
La tuliokita és un mineral de la classe dels carbonats. Rep el seu nom del riu Tuliok, a Rússia, molt a prop del lloc on va ser descoberta.

## Característiques
La tuliokita és un carbonat de fórmula química Na₆BaTh(CO₃)₆·6H₂O. Va ser aprovada com a espècie vàlida per l'Associació Mineralògica Internacional l'any 1988. Cristal·litza en el sistema trigonal. Es troba en forma de cristalls prismàtics o romboèdrics, de fins a 4 mil·límetres, dominats per {1010} i {1011}. La seva duresa a l'escala de Mohs oscil·la entre 3 i 4.
Segons la classificació de Nickel-Strunz, la tuliokita pertany a «05.CB - Carbonats sense anions addicionals, amb H₂O, amb cations grans (carbonats alcalins i alcalinoterris)» juntament amb els següents minerals: termonatrita, natró, trona, monohidrocalcita, ikaïta, pirssonita, gaylussita, calconatronita i baylissita.

## Formació i jaciments
Va ser descoberta l'any 1988 a la mina d'apatita de Kirovskii, al mont Kukisvumchorr, al Massís de Khibini (óblast de Múrmansk, Rússia), l'únic indret on se n'ha trobat. Es troba als filons hidrotermals en pegmatites de sienita. Sol trobar-se associada a altres minerals com: sidorenkita, vinogradovita, vil·liaumita, microclina, pirssonita, shortita, trona, termonatrita, natró, natrolita i aegirina.